# Waschhaus (Lesches)

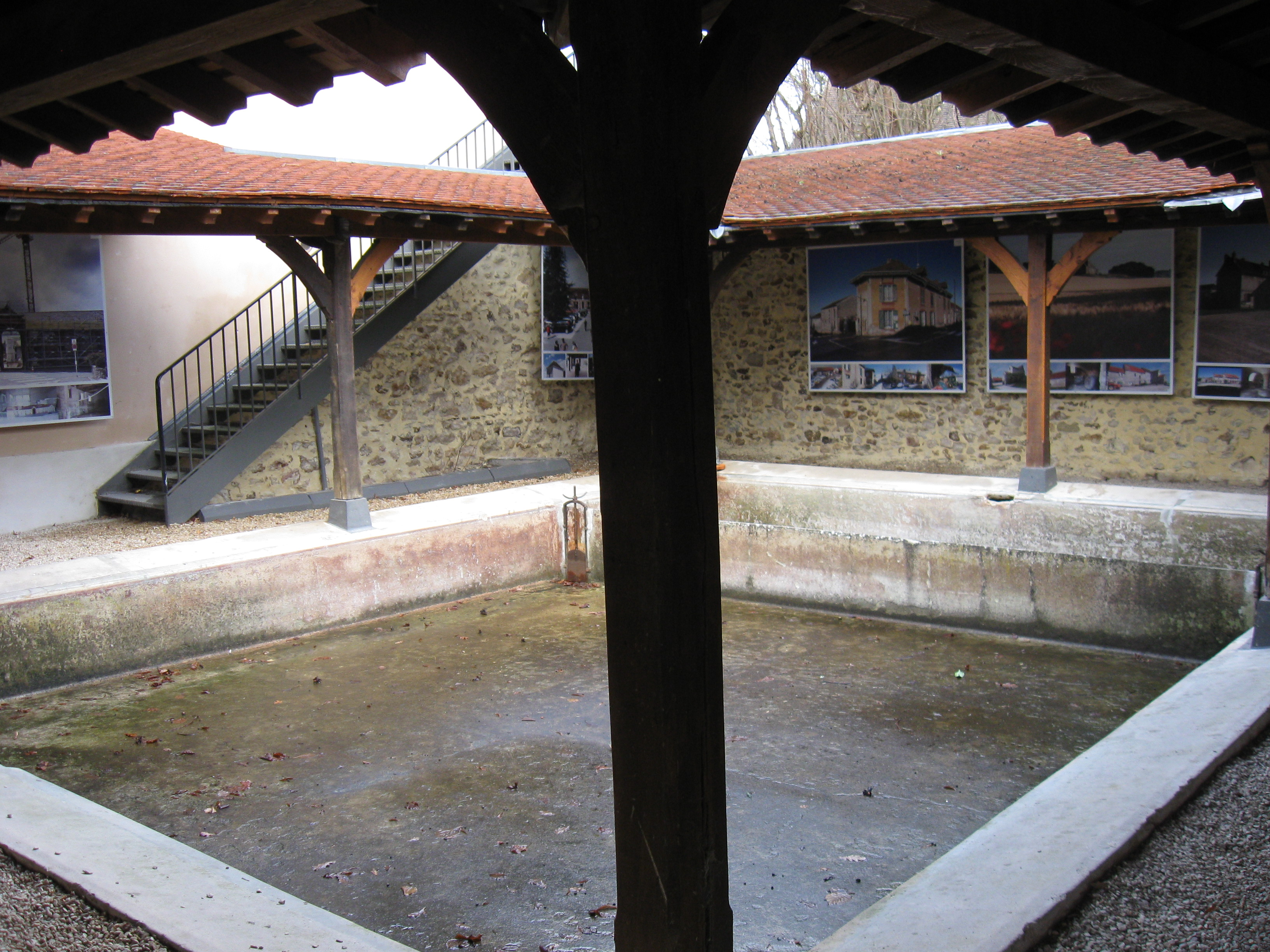
Waschhaus in Lesches

Das Waschhaus (französisch lavoir) in Lesches, einer französischen Gemeinde im Département Seine-et-Marne in der Region Île-de-France, wurde 1877/78 errichtet. Das Gebäude in der Avenue Charles de Gaulle war bis in die 1970er Jahre in Gebrauch.
Das öffentliche Waschhaus aus Bruchsteinmauerwerk und mit Pultdächern wurde von einem Brunnen mit Wasser versorgt, der vor Jahren versiegelt wurde. 
Heute zeigen Fotos an den Wänden die wichtigsten Bauwerke des Ortes.